# 槟榔亚纲

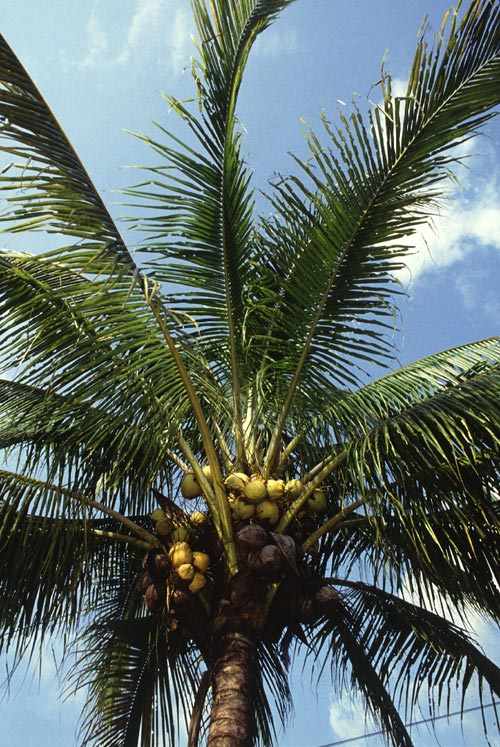

槟榔亚纲 （Arecidae）是克朗奎斯特分类法对显花植物分类中采用的一种纲以下、目以上的分类。共包括4个目：
1. 槟榔目
2. 环花草目
3. 露兜树目
4. 天南星目

在其他分类方法中，可能包括不同的目，但都会包括槟榔科。APG II 分类法中没有亚纲一级的分类，这些植物一般都是分散在单子叶植物分支的各目之中。